# Беїсов Темір Беїсович
Беїсов Темір Беїсович — (14 листопада 1911, м. Саркуль, Жангалинський район, Західноказахстанська область — 12 квітня 1955, Уральськ) — казахський літературознавець. Член КПРС з 1945.
Закінчив в 1937 році Саратовський педагогічний інститут. Автор історико-літературних та бібліографічних праць, підручників з казахської літератури.
Автор книжки «Т. Г. Шевченко в Казахстані» (Алма-Ата, 1952), в якій висвітлено основні факти і події життя українського поета на засланні, проаналізовано його літературно-художню творчість цього періоду (1847–1857).